# Kit.net
Kit.net foi um serviço de hospedagem de sites pessoais oferecido pela Globo.com. Suportava somente páginas simples em HTML. Oferecia um gerenciador de arquivos online, FTP, assistente de criação de sites e biblioteca de códigos simples em javascript. No seu ápice, chegou a ser um dos endereços mais visitados do Brasil. Foi disponível publicamente até 2003, quando passou a restringir acesso apenas para assinantes de qualquer plano do portal Globo.com.
Foi descontinuado em março de 2013.